# 喬納森·史托克洛莎
喬納森·史托克洛莎（英語：Jonathan Stoklosa，1981/1982年—）是一名美國男子舉重運動員。他患有唐氏症，在1999年特奧會獲得一面金牌。

## 早年生活
史托克洛莎出生時患有唐氏症。他11歲時才開始說話。。由於他的兩個哥哥都是運動員，他對舉重產生了濃厚的興趣，12歲時開始舉重，13歲時就能舉起84公斤的重物。他曾就讀於特拉華州紐瓦克的紐瓦克高中，並作為摔跤隊的一員贏得校隊榮譽。

## 職業生涯
舉重生涯開始五年後，史托克洛莎參加1999年世界夏季特殊奧林匹克運動會，並獲得臥推金牌，儘管他是班上體重最輕、年齡最小的參賽者。他還獲得拉舉銅牌和蹲舉第四名。
此後，史托克洛莎參加了許多比賽，包括特拉華州特奧會的「基石」表演者，他在特奧會上贏得100多枚獎牌。2006年，他被評為特拉華州特奧會傑出運動員，並於2018年入選特拉華州特奧會名人堂。史托克洛莎也曾多次參加美國運動會，包括在2010年的比賽中獲得四枚金牌，在2014年的比賽中獲得三枚金牌。他的職業生涯最佳成績是臥推舉起193公斤，拉舉193公斤，蹲舉175公斤。他也參加保齡球、游泳、籃球、高爾夫球和拳擊運動。
史托克洛莎是一位演講家，也是殘疾人士的代言人，他曾在許多刊物上發表過文章，包括《Sports Illustrated Kids》、《Powerlifting USA》和NPR的《Only a Game》。他曾與時任美國副總統喬·拜登會面，並與阿諾·史瓦辛格相識，在阿諾德體育節比賽中被評為當日最佳舉重運動員。
2024年，史托克洛莎入選特拉華州體育博物館和名人堂。

## 個人生活
運動之餘，史托克洛莎在當地的Acme超市工作。